# ویپشاپ
ویپشاپ (انگلیسی: Vipshop) شرکت تجارت الکترونیک آمریکایی است، که در سال ۲۰۰۸ تأسیس شد.